# Creu dels Caiguts
La Creu dels Caiguts és un monument de la ciutat d'Alacant, País Valencià, situat en una rotonda de trànsit entre les avingudes del Doctor Gadea i de Federico Soto, i tangent a la plaça de Calvo Sotelo, al lloc que ocupava originalment el monument a Maisonnave. Inicialment es denominava Monument als Caiguts per Espanya i per la Pàtria.
L'1 d'abril de 1939, després de la presa d'Alacant per part del bàndol revoltat, es va donar per finalitzada la Guerra Civil Espanyoña. Per això, es va decidir fer un monument per tots aquells que van donar la seua vida a la contesa en el bàndol dels revoltats. Això va ocórrer el 21 d'abril de 1939. Tan sols uns mesos després, el 18 d'octubre de 1939, es va acordar ja el pressupost per al monument amb un cost de 14.884,10 pessetes. Aquest pressupost es va veure incrementat després per l'ús d'altres materials més cars a 19.500 pessetes.
Aquesta creu que commemorava als caiguts es va fer de formigó armat recobert d'aplacat de pedra i va ser obra de l'arquitecte Miguel López González en col·laboració amb Miquel Abad Miró.
Finalment, quan era Alcalde José Luis Lasaletta, es va decidir que aquesta obra hauria de commemorar no només els caiguts del bàndol revoltat sinó també els caiguts en el bàndol republicà. Així doncs, es va decidir que en la inscripció de la creu s'esmentara a tots els morts:
| « | 1936-1940 A TODOS LOS HOMBRES Y MUJERES QUE MURIERON EN DEFENSA DE SUS IDEALES (Trad.: 1936-1940 A tots els homes i dones que van morir en defensa dels seus ideals) | » |